# Hani Shukrallah
Hani Shukrallah (también deletreado Hany; El Cairo, 1950-Ibidem, 5 de mayo de 2019) fue un periodista y analista político egipcio. Fue redactor jefe de Al-Ahram Weekly entre 1991 y 2005 y posteriormente fundador y hasta febrero de 2011 redactor jefe de Ahram Online, ambas parte de la fundación estatal Al-Ahram. También fue director ejecutivo de la Fundación Heikal para el Periodismo Árabe.

## Trayectoria
Se crio en el seno de una familia cristiana copta. A lo largo de la década de 1970, fue un activista estudiantil durante la presidencia de Anwar el-Sadat. Se describió a sí mismo como un "marxista", pero antagonista del "pensamiento dogmático de izquierda" que, según él, marcó a muchos de los países socialistas y comunistas durante ese período. Se convirtió en defensor del movimiento de derechos humanos en Egipto durante este período y, junto con Saad Eddin Ibrahim, cofundó la Egyptian Organization for Human Rights (EOFHR) en abril de 1985, durante la presidencia de Hosni Mubarak. Shukrallah atestigua que la EOFHR fue ignorada en gran medida por el gobierno, los partidos y las facciones de la oposición (incluidos los islamistas) y la élite intelectual de Egipto y la organización lucharon por documentar las violaciones de los derechos humanos y garantizar la exactitud de los testimonios de las víctimas.
En 1991, fue nombrado director general y, más tarde, redactor jefe del periódico de propiedad estatal Al-Ahram Weekly. A partir de 1995, tuvo su propia columna, llamada "Reflexiones", en el periódico. Fue despedido como redactor jefe en julio de 2005. Durante ese año en particular, había escrito numerosos artículos criticando la política egipcia y exigiendo que el gobierno de Mubarak aclarara cómo permitiría una mayor liberalización política, siendo escéptico de las reformas prometidas. Continuó trabajando para la fundación estatal Al-Ahram Foundation, que publica el Al-Ahram Weekly, y se convirtió en consultor del grupo de expertos del Centro Al-Ahram de Estudios Políticos y Estratégicos ese mismo año, cargo que desempeñó hasta finales de 2008. En 2009, se desempeñó como codirector del diario Al-Shorouk, un periódico que ayudó a establecer. En 2010, lanzó Ahram Online, un sitio de noticias en inglés publicado por la Fundación Al-Ahram, y actuó como editor jefe.
A lo largo de su carrera periodística, también escribió artículos en Al-Hayat y The Guardian, con sede en Londres, en la revista india Outlook y en Journal of Palestine Studies. Los principales temas en los que se concentró Shukrallah fueron el gobierno egipcio, la política interna, el islam político, el conflicto israelí-palestino y la guerra de Irak y la "guerra contra el terrorismo" dirigida por Estados Unidos.
Tras la revolución egipcia de 2011, Shukrallah se unió al Partido Socialdemócrata Egipcio, pero más tarde abandonó el partido. Se convirtió en un crítico del Consejo Supremo de las Fuerzas Armadas, que tomó el poder después del derrocamiento de Mubarak en febrero de 2011 y afirmó que tenían la intención de "detener la revolución en cada coyuntura". También criticó a los Hermanos Musulmanes, y apoyó la expulsión de Mohamed Morsi del poder, escribiendo que las protestas masivas contra Morsi el 30 de junio "pusieron en la calle entre el 30 y el 40 por ciento de la población adulta de la nación en un solo día".